# Kohler (wieś)
Kohler – wieś w Stanach Zjednoczonych, w stanie Wisconsin, w hrabstwie Sheboygan.